# Afrykanerski Związek Braci
Afrykanerski Związek Braci (afr. Afrikaner Broederbond, ang. Afrikaner Brotherhood) – tajna organizacja południowoafrykańska powołana w 1918 roku. Ma na celu zabieganie o interesy Afrykanerów.
Początkowo istniała jako organizacja kulturalna pod nazwą Jong Suid-Afrika (Młoda Afryka Południowa). W 1929 roku zmieniła nazwę na Federację Afrykanerskich Organizacji Kulturalnych (Federasie van Afrikaanse Kultuurverenigings), pod którą mogła działać na forum publicznym. Z czasem stawała się coraz bardziej organizacją polityczną, dążąc do osiągnięcia swych celów za pomocą Partii Narodowej, mimo wrogości ze strony J.B.M. Hertzoga i Jana Ch. Smutsa, którzy zabronili wstępować do niej osobom będącym na posadach państwowych. Z kolei Daniel F. Malan zaakceptował jej wpływowe poparcie, co pomogło w scalaniu wokół niego afrykanerskiej opinii publicznej oraz w jego zwycięstwie wyborczym w 1948 roku. Od tego momentu do organizacji należał każdy przywódca Partii Narodowej (do 1992 roku także południowoafrykański premier).
Po zniesieniu apartheidu zmienił swoją nazwę w 1994 roku oraz zaczął przyjmować członków z innych ras i kobiety. Celem Związku od tego momentu była obrona politycznych mniejszości Afrykanerów oraz wartości ich kultury w Południowej Afryce zdominowanej przez Afrykański Kongres Narodowy.